# Sudenburger Straße 23

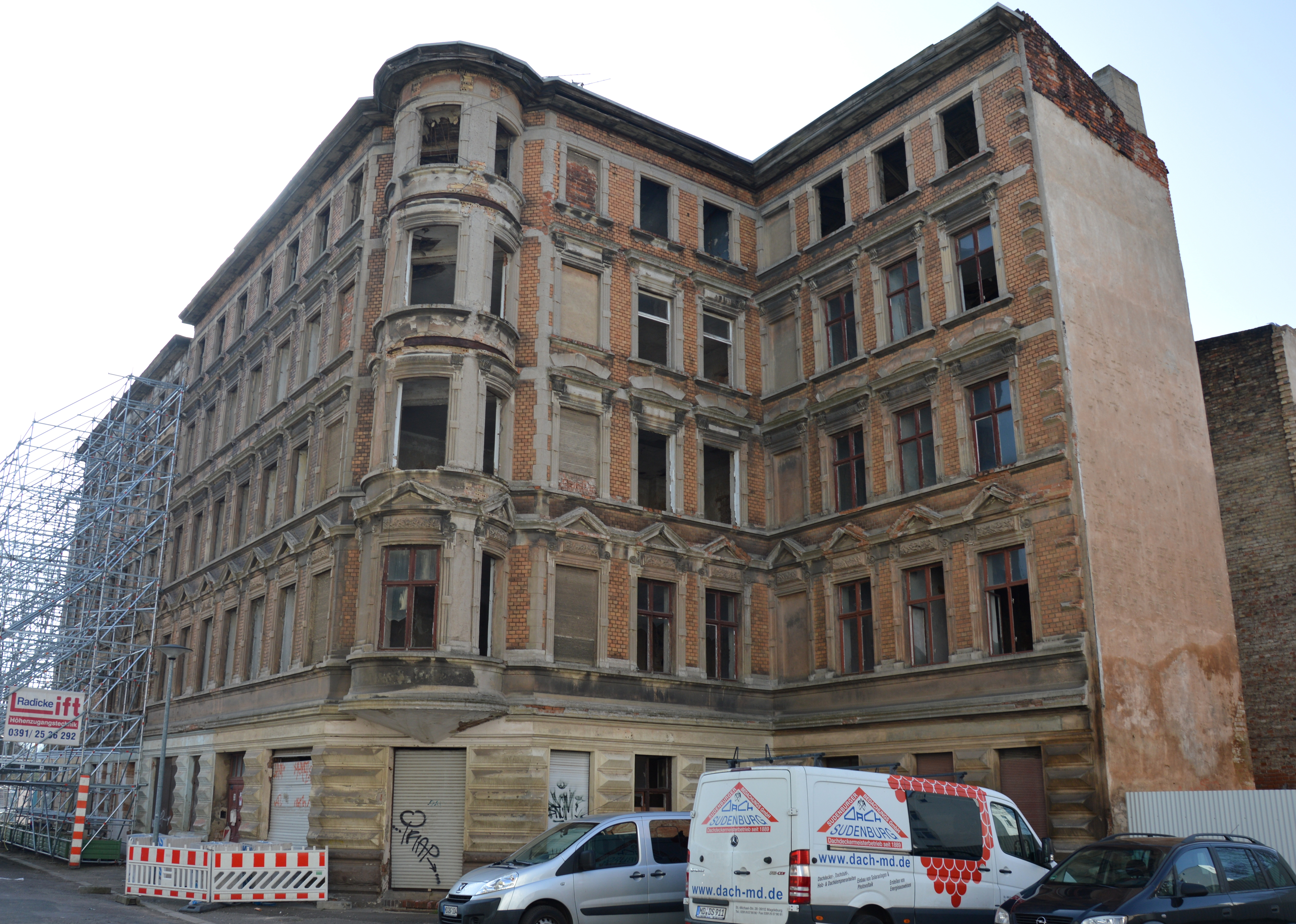
Sudenburger Straße 23 im Jahr 2018

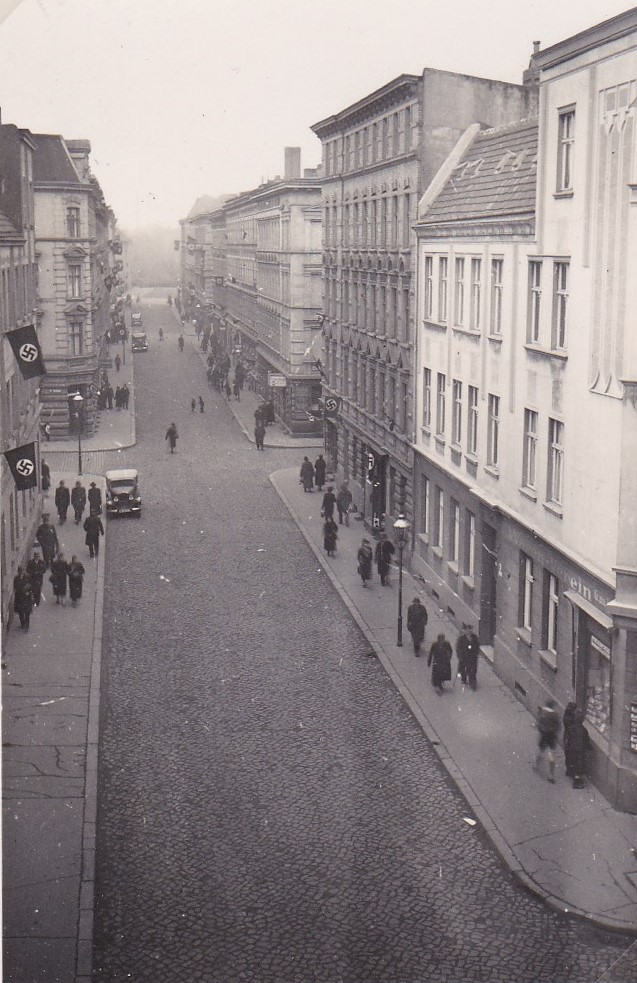
Blick aus der dritten Etage nach Westen durch die Sudenburger Straße, wohl 1938

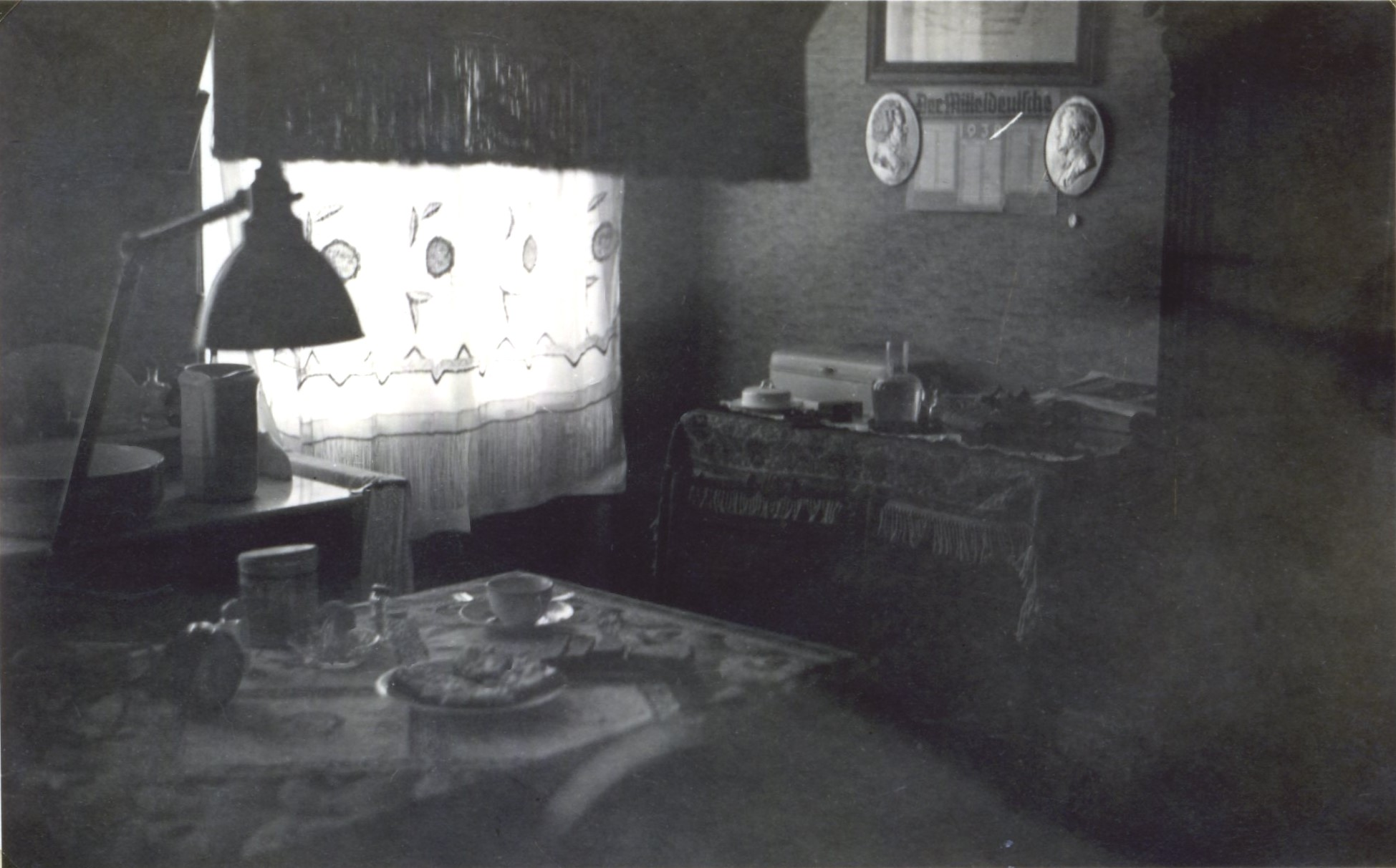
Zimmer eines Untermieters, wohl im Jahr 1938

Das Gebäude Sudenburger Straße 23 ist ein denkmalgeschütztes Wohnhaus im Magdeburger Stadtteil Leipziger Straße in Sachsen-Anhalt.

## Lage
Es befindet sich im Ortsteil Insel in einer Ecklage in einem Knick nahe dem östlichen Ende der Sudenburger Straße auf deren Südseite. Östlich grenzt das gleichfalls denkmalgeschützte Gebäude Sudenburger Straße 24 an.

## Architektur und Geschichte
Das fünfgeschossige Haus entstand im Jahr 1887 durch den Maurermeister Carl Hentrich, der zugleich auch Eigentümer des Gebäudes war. Die Fassade folgt dem winkligen Straßenverlauf, so dass sich am Bau eine markante Gebäudeecke ergibt. Sie ist mit einem Runderker betont, der den vier oberen Geschossen vorgelagert ist. Die Fassade des Ziegelbaus ist im Stil der Neorenaissance gestaltet. Am Erdgeschoss findet sich eine Verzierung mit Diamantquadern. Die Fensterverdachungen im ersten Obergeschoss sind mit Dreiecksgiebeln, im zweiten Obergeschoss mit Rundbögen überspannt. Bedeckt ist der Bau mit einem Flachdach. Von der Straßenseite her bestehen zwei Hauseingänge in das Gebäude. Ein weiterer ist unterhalb des Erkers angeordnet.
Im örtlichen Denkmalverzeichnis ist das Wohnhaus unter der Erfassungsnummer 094 70464 als Baudenkmal verzeichnet.
Das Wohnhaus bildet mit dem gegenüberliegenden Gebäude Sudenburger Straße 3 und dem Nachbarhaus Sudenburger Straße 24 die letzten erhaltenen Teile der gründerzeitlichen Bebauung der Straße. Es entstand als einfaches historistisches Mietshaus im ursprünglichen Arbeiterviertel, nahe dem Grusonwerk.
Derzeit (Stand 2018) steht das Gebäude leer und ist sanierungsbedürftig.